# 波尔·特鲁尔森
波尔·特鲁尔森（挪威語：Pål Trulsen，1962年4月19日—），挪威男子冰壶运动员。他曾代表挪威获得2002年冬季奥运会冰壶比赛男子团体金牌。他也参加了2006年冬季奥运会。